# Großer Preis von Deutschland 1987
Der Große Preis von Deutschland 1987 (offiziell Mobil Grosser Preis von Deutschland) fand am 26. Juli auf dem Hockenheimring in Hockenheim statt und war das achte Rennen der Formel-1-Weltmeisterschaft 1987.

## Berichte

### Hintergrund
Dasselbe Teilnehmerfeld, das zwei Wochen zuvor den Großen Preis von Großbritannien bestritten hatte, trat auch in Hockenheim an. In der Fahrerwertung lagen die ersten vier Fahrer Ayrton Senna, Nigel Mansell, Nelson Piquet und Alain Prost gerade einmal fünf Punkte auseinander.

### Training
Da es während des zweiten Qualifikationstrainings am Samstag regnete, konnte außer Alex Caffi keiner der Piloten seine jeweils am Freitag erzielte Rundenbestzeit unterbieten. Rund die Hälfte der Fahrer verzichtete aufgrund der Wetterbedingungen gänzlich auf eine Teilnahme am zweiten Durchgang.
Mansell sicherte sich seine sechste Pole-Position im achten Rennen vor Senna, Prost und Piquet. Michele Alboreto und Thierry Boutsen qualifizierten sich für die dritte Startreihe vor Andrea de Cesaris und Stefan Johansson.

### Rennen
Infolge eines vergleichsweise schlechten Starts des Pole-Setters gelangte Senna zunächst in Führung. Mansell beendete die erste Runde mit rund einer Sekunde Rückstand auf den Brasilianer, gelangte jedoch bereits zu Beginn des zweiten Umlaufs an ihm vorbei. Senna war deutlich langsamer und hielt daraufhin die nachfolgenden Piloten merklich auf. Prost überholte ihn kurz darauf, Piquet folgte eine Runde später.
In der siebten Runde zog Prost an Mansell vorbei und übernahm dadurch die Spitze. Als der Franzose in der 19. Runde an der Box neue Reifen montieren ließ, gelangte erneut Mansell in Führung, verlor diese Position allerdings vier Runden später wieder, als er seinerseits einen Boxenstopp einlegte. Zwei Runden später schied er aufgrund eines Motorschadens aus, wodurch sein Teamkollege Piquet den zweiten Rang einnahm. Da Senna aufgrund technischer Probleme mehrfach die Box ansteuern musste und Boutsen aufgrund eines Motorschadens ausschied, lag Johansson zu diesem Zeitpunkt auf dem dritten Platz.
Vier Runden vor dem Ende des Rennens musste Prost aufgrund einer defekten Lichtmaschine aufgeben und Piquet den sicher geglaubten Sieg überlassen. Der Franzose wurde aufgrund seiner zurückgelegten Distanz als Siebter gewertet. Johansson wurde Zweiter, obwohl ihm in der letzten Runde der rechte Vorderreifen platzte und er auf drei Rädern die Ziellinie überqueren musste. Den dritten Rang belegte Senna. Die übrigen WM-Punkte gingen an Philippe Streiff, Jonathan Palmer und Philippe Alliot, was unter anderem dadurch begünstigt wurde, dass insgesamt lediglich sieben Fahrer das Ziel erreichten. Der letzte war Martin Brundle, der jedoch aufgrund seines Rückstandes von zehn Runden auf den Sieger nicht gewertet wurde.

## Meldeliste
| Team                           | Nr. | Fahrer             | Chassis        | Motor                         | Reifen |
| ------------------------------ | --- | ------------------ | -------------- | ----------------------------- | ------ |
| Marlboro McLaren International | 01  | Alain Prost        | McLaren MP4/3  | TAG/Porsche TTE PO1 1.5 V6t   | G      |
| Marlboro McLaren International | 02  | Stefan Johansson   | McLaren MP4/3  | TAG/Porsche TTE PO1 1.5 V6t   | G      |
| Data General Team Tyrrell      | 03  | Jonathan Palmer    | Tyrrell DG016  | Ford Cosworth DFZ 3.5 V8      | G      |
| Data General Team Tyrrell      | 04  | Philippe Streiff   | Tyrrell DG016  | Ford Cosworth DFZ 3.5 V8      | G      |
| Canon Williams Honda Team      | 05  | Nigel Mansell      | Williams FW11B | Honda RA167E 1.5 V6t          | G      |
| Canon Williams Honda Team      | 06  | Nelson Piquet      | Williams FW11B | Honda RA167E 1.5 V6t          | G      |
| Motor Racing Developments      | 07  | Riccardo Patrese   | Brabham BT56   | BMW M12/13 1.5 L4t            | G      |
| Motor Racing Developments      | 08  | Andrea de Cesaris  | Brabham BT56   | BMW M12/13 1.5 L4t            | G      |
| West Zakspeed Racing           | 09  | Martin Brundle     | Zakspeed 871   | Zakspeed 1500/4 1.5 L4t       | G      |
| West Zakspeed Racing           | 10  | Christian Danner   | Zakspeed 871   | Zakspeed 1500/4 1.5 L4t       | G      |
| Camel Team Lotus Honda         | 11  | Satoru Nakajima    | Lotus 99T      | Honda RA166E 1.5 V6t          | G      |
| Camel Team Lotus Honda         | 12  | Ayrton Senna       | Lotus 99T      | Honda RA166E 1.5 V6t          | G      |
| Team El Charro AGS             | 14  | Pascal Fabre       | AGS JH22       | Ford Cosworth DFZ 3.5 V8      | G      |
| Leyton House March Racing Team | 16  | Ivan Capelli       | March 871      | Ford Cosworth DFZ 3.5 V8      | G      |
| USF&G Arrows Megatron          | 17  | Derek Warwick      | Arrows A10     | Megatron M12/13 1.5 L4t       | G      |
| USF&G Arrows Megatron          | 18  | Eddie Cheever      | Arrows A10     | Megatron M12/13 1.5 L4t       | G      |
| Benetton Formula Ltd           | 19  | Teo Fabi           | Benetton B187  | Ford Cosworth GBA 1.5 V6 t    | G      |
| Benetton Formula Ltd           | 20  | Thierry Boutsen    | Benetton B187  | Ford Cosworth GBA 1.5 V6 t    | G      |
| Osella Squadra Corse           | 21  | Alex Caffi         | Osella FA1I    | Alfa Romeo 890T 1.5 V8t       | G      |
| Minardi F1 Team                | 23  | Adrián Campos      | Minardi M187   | Motori Moderni 615-90 1.5 V6t | G      |
| Minardi F1 Team                | 24  | Alessandro Nannini | Minardi M187   | Motori Moderni 615-90 1.5 V6t | G      |
| Ligier Loto                    | 25  | René Arnoux        | Ligier JS29C   | Megatron M12/13 1.5 L4t       | G      |
| Ligier Loto                    | 26  | Piercarlo Ghinzani | Ligier JS29C   | Megatron M12/13 1.5 L4t       | G      |
| Scuderia Ferrari SpA SEFAC     | 27  | Michele Alboreto   | Ferrari F1/87  | Ferrari 033D 1.5 V6t          | G      |
| Scuderia Ferrari SpA SEFAC     | 28  | Gerhard Berger     | Ferrari F1/87  | Ferrari 033D 1.5 V6t          | G      |
| Larrousse Calmels              | 30  | Philippe Alliot    | Lola LC87      | Ford Cosworth DFZ 3.5 V8      | G      |

## Klassifikationen

### Qualifying
| Pos. | Fahrer             | Konstrukteur           | 1. Qualifikationstraining | 1. Qualifikationstraining | 2. Qualifikationstraining | 2. Qualifikationstraining | Start |
| Pos. | Fahrer             | Konstrukteur           | Zeit                      | Ø-Geschwindigkeit         | Zeit                      | Ø-Geschwindigkeit         | Start |
| ---- | ------------------ | ---------------------- | ------------------------- | ------------------------- | ------------------------- | ------------------------- | ----- |
| 01   | Nigel Mansell      | Williams-Honda         | 1:42,616                  | 238,454 km/h              | 2:00,832                  | 202,506 km/h              | 01    |
| 02   | Ayrton Senna       | Lotus-Honda            | 1:42,873                  | 237,858 km/h              | keine Zeit                | –                         | 02    |
| 03   | Alain Prost        | McLaren-TAG-Porsche    | 1:43,202                  | 237,100 km/h              | keine Zeit                | –                         | 03    |
| 04   | Nelson Piquet      | Williams-Honda         | 1:43,705                  | 235,950 km/h              | keine Zeit                | –                         | 04    |
| 05   | Michele Alboreto   | Ferrari                | 1:43,921                  | 235,460 km/h              | 2:05,139                  | 195,536 km/h              | 05    |
| 06   | Thierry Boutsen    | Benetton-Ford          | 1:45,066                  | 232,894 km/h              | 2:02,981                  | 198,967 km/h              | 06    |
| 07   | Andrea de Cesaris  | Brabham-BMW            | 1:45,411                  | 232,131 km/h              | keine Zeit                | –                         | 07    |
| 08   | Stefan Johansson   | McLaren-TAG-Porsche    | 1:45,428                  | 232,094 km/h              | keine Zeit                | –                         | 08    |
| 09   | Teo Fabi           | Benetton-Ford          | 1:45,497                  | 231,942 km/h              | 2:06,857                  | 192,888 km/h              | 09    |
| 10   | Gerhard Berger     | Ferrari                | 1:45,902                  | 231,055 km/h              | 2:03,172                  | 198,659 km/h              | 10    |
| 11   | Riccardo Patrese   | Brabham-BMW            | 1:46,096                  | 230,633 km/h              | keine Zeit                | –                         | 11    |
| 12   | René Arnoux        | Ligier-Megatron        | 1:46,323                  | 230,140 km/h              | keine Zeit                | –                         | 12    |
| 13   | Derek Warwick      | Arrows-Megatron        | 1:46,525                  | 229,704 km/h              | keine Zeit                | –                         | 13    |
| 14   | Satoru Nakajima    | Lotus-Honda            | 1:46,760                  | 229,198 km/h              | keine Zeit                | –                         | 14    |
| 15   | Eddie Cheever      | Arrows-Megatron        | 1:47,780                  | 227,029 km/h              | 2:04,003                  | 197,327 km/h              | 15    |
| 16   | Alessandro Nannini | Minardi-Motori Moderni | 1:47,887                  | 226,804 km/h              | keine Zeit                | –                         | 16    |
| 17   | Piercarlo Ghinzani | Ligier-Megatron        | 1:49,236                  | 224,003 km/h              | 2:09,440                  | 189,039 km/h              | 17    |
| 18   | Adrián Campos      | Minardi-Motori Moderni | 1:49,668                  | 223,121 km/h              | keine Zeit                | –                         | 18    |
| 19   | Martin Brundle     | Zakspeed               | 1:51,062                  | 220,320 km/h              | 2:12,913                  | 184,099 km/h              | 19    |
| 20   | Christian Danner   | Zakspeed               | 1:51,448                  | 219,557 km/h              | 2:11,115                  | 186,624 km/h              | 20    |
| 21   | Philippe Alliot    | Lola-Ford              | 1:52,760                  | 217,002 km/h              | 2:11,588                  | 185,953 km/h              | 21    |
| 22   | Philippe Streiff   | Tyrrell-Ford           | 1:53,528                  | 215,534 km/h              | 2:10,404                  | 187,641 km/h              | 22    |
| 23   | Jonathan Palmer    | Tyrrell-Ford           | 1:54,491                  | 213,722 km/h              | 2:06,769                  | 193,022 km/h              | 23    |
| 24   | Ivan Capelli       | March-Ford             | 1:54,616                  | 213,489 km/h              | 2:09,992                  | 188,236 km/h              | 24    |
| 25   | Pascal Fabre       | AGS-Ford               | 1:54,997                  | 212,781 km/h              | keine Zeit                | –                         | 25    |
| 26   | Alex Caffi         | Osella-Alfa Romeo      | 6:04,561                  | 67,120 km/h               | 2:07,753                  | 191,535 km/h              | 26    |

### Rennen
| Pos. | Fahrer             | Konstrukteur           | Runden | Stopps | Zeit        | Start | Schnellste Runde |
| ---- | ------------------ | ---------------------- | ------ | ------ | ----------- | ----- | ---------------- |
| 01   | Nelson Piquet      | Williams-Honda         | 44     | 1      | 1:21:25,091 | 04    | 1:47,517         |
| 02   | Stefan Johansson   | McLaren-TAG-Porsche    | 44     | 1      | + 1:39,591  | 08    | 1:49,778         |
| 03   | Ayrton Senna       | Lotus-Honda            | 43     | 2      | + 1 Runde   | 02    | 1:49,187         |
| 04   | Philippe Streiff   | Tyrrell-Ford           | 43     | 0      | + 1 Runde   | 22    | 1:54,228         |
| 05   | Jonathan Palmer    | Tyrrell-Ford           | 43     | 0      | + 1 Runde   | 23    | 1:54,294         |
| 06   | Philippe Alliot    | Lola-Ford              | 42     | 0      | + 2 Runden  | 21    | 1:54,771         |
| 07   | Alain Prost        | McLaren-TAG-Porsche    | 39     | 1      | DNF         | 03    | 1:46,807         |
| –    | Martin Brundle     | Zakspeed               | 34     | 2      | NC          | 19    | 1:49,742         |
| –    | Piercarlo Ghinzani | Ligier-Megatron        | 32     | 0      | DNF         | 17    | 1:52,512         |
| –    | Adrián Campos      | Minardi-Motori Moderni | 28     | 0      | DNF         | 18    | 1:54,705         |
| –    | Thierry Boutsen    | Benetton-Ford          | 26     | 0      | DNF         | 06    | 1:49,864         |
| –    | Nigel Mansell      | Williams-Honda         | 25     | 1      | DNF         | 01    | 1:45,716         |
| –    | Alessandro Nannini | Minardi-Motori Moderni | 25     | 0      | DNF         | 16    | 1:52,382         |
| –    | Derek Warwick      | Arrows-Megatron        | 23     | 0      | DNF         | 13    | 1:50,608         |
| –    | Christian Danner   | Zakspeed               | 21     | 3      | DNF         | 20    | 1:54,464         |
| –    | Gerhard Berger     | Ferrari                | 19     | 0      | DNF         | 10    | 1:50,667         |
| –    | Teo Fabi           | Benetton-Ford          | 18     | 0      | DNF         | 09    | 1:50,758         |
| –    | Alex Caffi         | Osella-Alfa Romeo      | 17     | 0      | DNF         | 26    | 1:55,549         |
| –    | Andrea de Cesaris  | Brabham-BMW            | 12     | 0      | DNF         | 07    | 1:50,436         |
| –    | Michele Alboreto   | Ferrari                | 10     | 0      | DNF         | 05    | 1:49,509         |
| –    | Pascal Fabre       | AGS-Ford               | 10     | 0      | DNF         | 25    | 1:58,770         |
| –    | Eddie Cheever      | Arrows-Megatron        | 9      | 0      | DNF         | 15    | 1:51,014         |
| –    | Satoru Nakajima    | Lotus-Honda            | 9      | 0      | DNF         | 14    | 1:51,054         |
| –    | Ivan Capelli       | March-Ford             | 7      | 0      | DNF         | 24    | 1:57,292         |
| –    | René Arnoux        | Ligier-Megatron        | 6      | 0      | DNF         | 12    | 1:53,433         |
| –    | Riccardo Patrese   | Brabham-BMW            | 5      | 0      | DNF         | 11    | 1:53,002         |

## WM-Stände nach dem Rennen
Die ersten sechs des Rennens bekamen 9, 6, 4, 3, 2 bzw. 1 Punkt(e).  In der Fahrerwertung wurden die besten elf Resultate, in der Konstrukteurswertung alle Resultate gewertet.

### Fahrerwertung
| Pos. | Fahrer            | Konstrukteur        | Punkte |
| ---- | ----------------- | ------------------- | ------ |
| 01   | Nelson Piquet     | Williams-Honda      | 39     |
| 02   | Ayrton Senna      | Lotus-Honda         | 35     |
| 03   | Nigel Mansell     | Williams-Honda      | 30     |
| 04   | Alain Prost       | McLaren-TAG-Porsche | 26     |
| 05   | Stefan Johansson  | McLaren-TAG-Porsche | 19     |
| 06   | Gerhard Berger    | Ferrari             | 9      |
| 07   | Michele Alboreto  | Ferrari             | 8      |
| 08   | Satoru Nakajima   | Lotus-Honda         | 6      |
| 09   | Eddie Cheever     | Arrows-Megatron     | 4      |
| 10   | Andrea de Cesaris | Brabham-BMW         | 4      |
| 11   | Jonathan Palmer   | Tyrrell-Ford        | 4      |
| 12   | Philippe Streiff  | Tyrrell-Ford        | 4      |
| 13   | Teo Fabi          | Benetton-Ford       | 3      |
| 14   | Derek Warwick     | Arrows-Megatron     | 2      |

| Pos. | Fahrer             | Konstrukteur           | Punkte |
| ---- | ------------------ | ---------------------- | ------ |
| 15   | Thierry Boutsen    | Benetton-Ford          | 2      |
| 16   | Martin Brundle     | Zakspeed               | 2      |
| 17   | René Arnoux        | Ligier-Megatron        | 1      |
| 18   | Philippe Alliot    | Lola-Ford              | 1      |
| 19   | Ivan Capelli       | March-Ford             | 1      |
| 20   | Christian Danner   | Zakspeed               | 0      |
| 21   | Piercarlo Ghinzani | Ligier-Megatron        | 0      |
| 22   | Riccardo Patrese   | Brabham-BMW            | 0      |
| 23   | Pascal Fabre       | AGS-Ford               | 0      |
| 24   | Alex Caffi         | Osella-Alfa Romeo      | 0      |
| –    | Alessandro Nannini | Minardi-Motori Moderni | 0      |
| –    | Adrián Campos      | Minardi-Motori Moderni | 0      |
| –    | Gabriele Tarquini  | Osella-Alfa Romeo      | 0      |

### Konstrukteurswertung
| Pos. | Konstrukteur        | Punkte |
| ---- | ------------------- | ------ |
| 01   | Williams-Honda      | 69     |
| 02   | McLaren-TAG-Porsche | 45     |
| 03   | Lotus-Honda         | 41     |
| 04   | Ferrari             | 17     |
| 05   | Tyrrell-Ford        | 8      |
| 06   | Arrows-Megatron     | 6      |
| 07   | Benetton-Ford       | 5      |
| 08   | Brabham-BMW         | 4      |

| Pos. | Konstrukteur           | Punkte |
| ---- | ---------------------- | ------ |
| 09   | Zakspeed               | 2      |
| 10   | Ligier-Megatron        | 1      |
| 11   | Lola-Ford              | 1      |
| 12   | March-Ford             | 1      |
| 13   | AGS-Ford               | 0      |
| 14   | Osella-Alfa Romeo      | 0      |
| –    | Minardi-Motori Moderni | 0      |